# 1-Bromoadamantane
Le  1-bromoadamantane est un composé organique bromé dérivé de l'adamantane.